# 巢北站
巢北站位于中华人民共和国安徽省巢湖市栏杆集镇，是合宁铁路的车站之一，为三等站。

## 概况
巢北站在合宁铁路开通后曾经有六安往返宁波的N408/5、N406/7次停靠，票额分配为20张。后来取消。目前无车停靠。